# Anita Brookner
Anita Brookner CBE (* 16. Juli 1928 in London; † 10. März 2016) war eine britische Schriftstellerin und Kunsthistorikerin mit polnischen Wurzeln.

## Leben
Anita Brookners Eltern – Newson Bruckner und Maud Schiska – flüchteten vor den Pogromen in ihrer Heimat Polen und ließen sich in London nieder. Dabei änderten sie auch ihren deutsch klingenden Namen „Bruckner“ in „Brookner“.

### Schule und Studium
Ihre Schulzeit absolvierte Anita Brookner an der privat geführten James Allen's Girls' School in Dulwich (South London). Anschließend studierte sie Kunstgeschichte am King’s College London und erwarb dort 1949 einen Bachelor of Arts. Zu ihrem Promotionsstudium (Ph.D.) wechselte sie auf Initiative von Anthony Blunt an das Courtauld Institute of Art der Universität London und konnte dieses 1953 erfolgreich abschließen. Im Anschluss daran absolvierte sie ein dreijähriges postgraduales Studium an der Universität von Paris.

### Kunsthistorikerin und kunsthistorische Werke
Von 1959 bis 1964 arbeitete Brookner erst als Lecturer an der University of Reading, danach am Courtauld Institute of Art, an dem sie sich auf die französische Kunst des 18. und 19. Jahrhunderts spezialisierte. 1967 übernahm sie als erste Frau für ein Jahr die Slade-Professur der schönen Künste an der University of Cambridge. Sie war Fellow des 1954 als New Hall gegründeten Murray Edwards College der Cambridge University.
Neben ihrer Zeit als Lecturer und Professorin verfasste sie zahlreiche biografische Fachbücher über französische Maler wie Jean-Auguste-Dominique Ingres, Antoine Watteau, Jean-Baptiste Greuze und Jacques-Louis David, aber auch eine Monografie über die Kunstkritik in den literarischen Werken von Denis Diderot, Stendhal, Charles Baudelaire, Émile Zola, Edmond und Jules de Goncourt sowie Joris-Karl Huysmans.
Sie trug auch zu der Fernsehserie 1000 Meisterwerke bei: Sie verfasste Beiträge zu Gemälden von Paul Cézanne, Jacques-Louis David, Jean-Auguste-Dominique Ingres, Hyacinthe Rigaud, Élisabeth Vigée-Lebrun. Diese Texte wurden auch in den Begleitbüchern der Serie abgedruckt, werden sporadisch auf 3sat, ZDFkultur und Planet wiederholt und sind heute auf den DVD-Veröffentlichungen verfügbar (siehe 1000 Meisterwerke#Literatur).

### Schriftstellerin und literarisches Werk
Anfang der 1980er Jahre begann Anita Brookner ihre schriftstellerische Tätigkeit als Romanautorin. 1981 erschien ihr Debütroman A Start in Life. Ihr Roman Hotel du Lac (1984) wurde 1984 mit dem renommierten Booker Prize ausgezeichnet und 1986 als Fernsehfilm mit Anna Massey ausgestrahlt. Im Mittelpunkt ihrer fast im Jahresrhythmus erscheinenden Romane stehen meist vom Leben enttäuschte Frauen; dies trug Brookner den Ruf einer „Herrin der Düsternis“ (englisch: Mistress of Gloom) ein. Der 2001 erschienene Roman The Bay of Angels handelt von einer alleinstehenden Frau, die einen neuen Sinn zur Aufarbeitung ihrer Freiheit findet, als ihre verwitwete Mutter wieder heiratet und nach Übersee zieht. Ihr zweiundzwanzigster Roman The Rules of Engagement (2003) ist eine Geschichte über Freundschaft und Entscheidungen. 2009 erschien ihr letzter Roman Strangers.
Darüber hinaus veröffentlichte Anita Brookner Artikel in der London Review of Books und prägte durch ihre Werke die Arbeit der neuseeländischen Autorin Barbara Anderson.
Anita Brookner lebte in London.

## Ehrungen
- 1984 Booker Prize für den Roman Hotel du Lac
- 1990 Commander des Order of the British Empire
- 2010 James Tait Black Memorial Prize für den Roman Strangers.

## Werke

### Sachbücher
- Dominque Ingres. London 1965, OCLC 81431253.
- Watteau. Hamlyn 1967, OCLC 317886750.
- The Genius of the Future. Studies in French Art Criticism. Diderot, Stendhal, Baudelaire, Zola, the Brothers Goncourt, Huysmans. London 1988, ISBN 0-7148-1497-0.
- Greuze. The Rise and Fall of an Eighteenth-Century Phenomenon. 1972, ISBN 0-236-17678-1.
- Jacques-Louis David. A Personal Interpretation. London 1974, ISBN 0-19-725719-4.
- Jacques-Louis David. New York 1987, ISBN 0-500-27448-7.
- mit Edwin Mullins: Great Paintings. Fifty Masterpieces, Explored, Explained and Appreciated. New York 1981, ISBN 0-312-34636-0.
- Romanticism and Its Discontents. New York 2000, ISBN 0-374-25159-2.

### Romane
- A Start in Life, 1981 (US-Titel: The Debut)
- Providence, 1982.
- Look at Me, 1983.
  - Seht mich an, dt. von Herbert Schlüter, Dtv, München 1992, ISBN 3-423-11553-X.
- Hotel du Lac, 1984.
  - Hotel du Lac, dt. von Dora Winkler, Dtv, München 1991, ISBN 3-423-11365-0.
- Family and Friends, 1985.
  - Tugend und Laster, dt. von Melanie Walz, Dtv, München 1994, ISBN 3-423-11807-5.
- A Misalliance, 1986.
  - Vergangenheit ist ein anderes Land, dt. von Herbert Schlüter, Dtv, München 1992, ISBN 3-423-11594-7; NA: Eine Mesalliance, Eisele, München 2021, ISBN 978-3-96161-118-8.
- A Friend from England, 1987.
  - Winterreise nach Venedig, dt. von Marion Zerbst, Zsolnay, Wien 1989, ISBN 3-552-04120-6.
- Latecomers, 1988.
  - Nachzügler, dt. von Edith Walter, Zsolnay, Wien 1991, ISBN 3-552-04323-3.
- Lewis Percy, 1989;
  - Ein tugendhafter Mann, aus dem Englischen von Wibke Kuhn, München : Eisele, 2024, ISBN 978-3-96161-198-0
- Brief Lives, 1990.
  - Kurzes Leben, dt. von Angelika Felenda, Dtv, München 1996, ISBN 3-423-12171-8.
- A Closed Eye, 1991.
  - Verlorene Wünsche, dt. von Angelika Felenda, Dtv, München 1993, ISBN 3-423-12322-2.
- Fraud, 1992.
- A Family Romance, 1993.
- A Private View, 1994.
- Incidents in the Rue Laugier, 1995.
- Altered States, 1996.
- Soundings, 1997.
- Visitors, 1997.
- Falling Slowly, 1998.
- Undue Influence, 1999.
- The Next Big Thing, 2002 (US-Titel: Making Things Better)
- The Rules of Engagement, 2003.
- Leaving Home, 2005.
- Strangers, 2009.
- At The Hairdressers, 2011 (Novelle)